# 御茶の水美術学院
御茶の水美術学院（おちゃのみずびじゅつがくいん）は、東京都千代田区神田駿河台2-3 にある「芸術大学・美術大学、美術高校受験予備校」。通称「OCHABI（おちゃび、御茶美）」。
受験部にはデザイン・工芸科、油画科、日本画科、彫刻科、映像科、先端芸術表現科、建築科、筑波・学芸・教育学部科、基礎科、土日コースがあり、学科指導にも力を入れている。
また、2008年には学園50周年を機に、校舎を改装・改築、新たに学園のOBである佐藤可士和により学園のロゴが制作された。

## 概要
- 学校法人服部学園
- 御茶の水美術学院
- 理事長：服部浩美
- 創立年月日：1955年11月25日

## 交通機関
- JR御茶ノ水駅より徒歩5分
- 東京メトロ丸ノ内線御茶ノ水駅より徒歩5分
- 東京メトロ千代田線新御茶ノ水駅より徒歩10分

## 学園出身者
- 天達武史
- 安齋肇
- 安西水丸
- 石井幹子
- 伊勢谷友介
- 大貫妙子
- 大貫卓也
- 加藤翼
- 亀海昌次
- 上條喬久
- 坂崎千春
- ささめやゆき
- 佐藤可士和
- 佐藤卓
- 佐藤玲
- 鈴木八朗
- 今日マチ子
- 近藤聡乃
- 直枝政広
- ハヤカワ五味
- 坂茂
- 深澤直人
- 松任谷由実
- 松本佳奈
- みうらじゅん
- 三宅一生
- 六平直政
- 吉田篤弘
- 高橋信也
- 寺本建雄
- 佐々木浩章
- 東君平
- 池谷仙克